# Tomàs Rosés
Tomás Rosés Ibbotson, né en 1883 à Liverpool (Royaume-Uni) et mort le 17 mars 1948 à Barcelone (Espagne), est un banquier et chef d'entreprise dans le secteur textile espagnol. Il préside le FC Barcelone entre 1929 et 1930. 

## Biographie
Tomás Rosés est le fils aîné de Ramon Rosés Feliu et de Flora Ibbotson Wright. Il appartient à une famille d'industriels catalans qui débute dans les affaires en 1837 à travers son arrière-grand-père Josep Rosés Trinxet, fondateur d'une compagnie metalurgique puis d'une entreprise textile de coton, Roses y Compañía, qui prend de l'ampleur à Cornellá de Llobregat.
Pendant sa jeunesse, son père l'envoie en Angleterre travailler dans une entreprise textile dont il devient directeur. Tomàs Rosés revient ensuite en Catalogne pour travailler aux côtés de son père à Cornellá.
En 1914 Ramon Rosés prend sa retraite laissant l'entreprise entre les mains de Tomàs et de ses frères, Manuel et Antonio, qui renomment l'entreprise "Hermanos Rosés S. en C.". En 1921, après la mort de son père, Tomás Rosés achète les parts de ses frères prenant ainsi le contrôle total de l'entreprise qu'il nomme alors "Algodonera Tomás Rosés S.A.".  
Parallèlement, il entre dans le secteur financier en fondant une banque en 1930 (Banca Rosés). Bien que l'entreprise textile Rosés effectuait depuis le XIXe siècle des opérations financières, c'est en fondant sa banque que Rosés rentre pleinement dans le monde de la finance.

### Présidence du FC Barcelone
Tomàs Rosés joue un rôle actif dans la vie sociale barcelonaise en étant membre du comité du Gran Teatro del Liceo. Sportif accompli, il organise et participe à des régates nautiques. Amateur de football, il rejoint en 1928 le comité du FC Barcelone présidé par Arcadi Balaguer. À la suite de la démission en 1929 d'Arcadi Balaguer, l'assemblée du 23 mars 1929 choisit Tomàs Rosés comme nouveau président. Sa première décision est de recruter l'entraîneur anglais James Bellamy car Romà Forns avait démissionné à la suite du départ de Balaguer. Trois mois plus tard, en juin 1929, le Barça remporte la première édition du championnat d'Espagne. 
La saison 1929-1930 commence bien avec le succès dans le championnat de Catalogne. La série de succès paraît se poursuivre dans le championnat d'Espagne avec six victoires consécutives - le meilleur début dans l'histoire du club jusqu'en 2013— jusqu'aux deux défaites douloureuses face au RCD Espanyol (4-0) et au Real Madrid (4-1). Le comité réagit de façon vigoureuse en annonçant que certains joueurs seraient exclus de l'équipe en raison de leur bas niveau de forme. Le comité de Rosés applique de sévères sanctions pour tout manque à la discipline, par exemple 300 pesetas d'amende à Ramon Guzmán pour bas niveau de forme, 250 pesetas à Enrique Mas pour s'être rendu à Palafrugell sans permission pour visiter sa famille ou encore 25 pesetas à Josep Saló pour être allé dans un salon de danse. Finalement, les joueurs se révoltent.
Tout l'effectif professionnel composé d'une quarantaine de joueurs fait parvenir aux médias un communiqué dans lequel il défend son professionnalisme et critique durement les actions du comité présidé par Tomàs Rosés :
« Des individus faisant partie du comité actuel ont prétendu que les défaites subies face à l'Español et le Real Madrid étaient dues à un boycott de notre part. Cette accusation, comme c'est naturel, nous a blessés au plus profond de nos sentiments, alors que tant de fois nous avons prouvé notre attachement au club [...] Si nous devions exposer toutes marques de manque de respect dont nous avons été l'objet, nous n'en finirions jamais [...] Le comité directeur actuel nous a fait beaucoup de promesses qu'il n'a jamais tenu. Nous attendons encore la prime que le président avait promis après une victoire face au RCD Español, peu après qu'il assume la présidence. Monsieur Rosés confond un club de football avec une maison commerciale et il fait preuve d'injustice et de manque de respect qui sont la cause de l'antagonisme qui s'est parfois produit entre les joueurs. On a organisé autour de nous un lamentable service d'espionnage [...] Les erreurs du comité actuel mènent le club à la plus grande des humilliations. »
En réponse, Rosés et son comité privent de salaire les signataires pendant 15 jours. Seule la médiation du futur président Josep Sunyol parvient à ramener le calme, après que les joueurs aient retiré leurs accusations. Sur le plan sportif, c'était trop tard : l'Athletic Bilbao profita des tensions internes du Barça pour remporter le championnat et la Coupe d'Espagne. 
Tomàs Rosés abandonne la présidence du club lors de l'assemblée du 30 juin 1930 en raison de la rotation des charges imposée par le règlement interne du club. Tomàs Rosés est nommé "socio d'honneur" et Gaspar Rosés devient son successeur à la présidence du Barça.

### Vie privée
Tomàs Rosés épouse María de Milans Pigrau avec qui il a six enfants qui héritent à sa mort en 1948 des affaires paternelles, mais ils les conservent peu de temps. En 1957, Banca Rosés est vendue à un groupe d'entrepreneurs qui la renomment Banco Condal. Un an après, l'usine textile ferme ses portes.